# Philipp Wurzbacher

Philipp Wurzbacher

Philipp Wurzbacher (vollständiger Name Johann Philipp Wurzbacher, * 26. Mai 1898 in Selbitz (Oberfranken); † 31. März 1984 in Altdorf bei Nürnberg) war ein deutscher Politiker und SA-Führer, zuletzt im Rang eines SA-Brigadeführers. Er war von 1933 bis 1945 Mitglied des Reichstages.

## Leben

### Deutsches Kaiserreich
Wurzbacher wurde als Sohn eines Fabrikwebers geboren. In seiner Jugend besuchte er die Volksschule in seinem Geburtsort Selbitz. Anschließend absolvierte er eine Ausbildung an der kaufmännischen Fachschule Nürnberg.
Während des Ersten Weltkriegs wurde Wurzbacher ab dem 1. Dezember 1916 im Pionier-Bataillon Nürnberg ausgebildet. Anschließend wurde er zur Minenwerfer-Kompanie der 11. Bayerischen Division versetzt, mit der er 1917 an den Stellungskämpfen am Chemin-des-Dames (Frankreich) teilnahm. Nachdem er aufgrund einer Verwundung mehrere Monate in einem Lazarett verbringen musste, kehrte er wieder zu seiner Einheit zurück.

### Weimarer Republik
Nach dem Kriegsende wurde er am 24. Januar 1919 aus dem Heeresdienst entlassen. In der ersten Nachkriegszeit begann Wurzbacher sich in Kreisen der extremen politischen Rechten zu engagieren. Nachdem er zeitweise dem Freikorps Roßbach, der Organisation Consul und dem Bund Wiking angehört hatte, trat er am 21. Oktober 1922 erstmals in die NSDAP ein.
Beruflich betätigte Wurzbacher sich in dieser Zeit als selbständiger Kaufmann (Herstellung und Vertrieb von Handstickereien), später als Verlagsleiter des Völkischen Beobachters in Franken.
Nach dem Verbot der NSDAP im November 1923 und ihrer Neugründung 1925 trat Wurzbacher ihr am 8. August 1927 wieder bei (Mitgliedsnummer 65.782). Nach dem Zerfall der ab 1925 ebenfalls wieder aufgestellten SA in Franken im Jahr 1928 infolge von internen Konflikten wurde Wurzbacher damit betraut, die fränkische SA zusammen mit Julius Streicher neu aufzubauen.
Als Führer der SA-Standarte 1 „Franken“ (Nürnberg) wurde Wurzbacher am 1. Januar 1929 bestätigt und am 8. Mai 1931 zum SA-Standartenführer befördert. Vom 8. Mai 1931 bis zum 13. April 1932 führte Wurzbacher dann die SA-Standarte 14, deren Führung er nach der Aufhebung des 1932 erlassenen zeitweisen SA-Verbots am 1. Juli 1932 erneut übernahm.
Ab 1929 war Wurzbacher außerdem Bezirksvorsteher des Wohlfahrtsamtes Nürnberg-Süd.

### Zeit des Nationalsozialismus
Nach der Machtübertragung an die Nationalsozialisten behielt Wurzbacher weiterhin die Führung der SA-Standarte 14 in Nürnberg. Im April 1933 war Wurzbacher an Organisation und Durchführung des antijüdischen Boykotts in Nürnberg beteiligt. Während des Nürnberger Reichsparteitages 1933 wurde er zum SA-Oberführer befördert.
Vom 24. August 1934 bis 1945 war Wurzbacher Führer der SA-Brigade 78 „Mittelfranken“ und wurde schließlich am 1. Mai 1937 zum SA-Brigadeführer befördert. Wurzbacher war Träger des goldenen Ehrenzeichens der NSDAP.
Bei der Reichstagswahl vom März 1933 zog Wurzbacher in das Parlament ein. Bei den Wahlen vom November 1933, März 1936 und April 1938 wurde sein Mandat bestätigt, so dass er dem nationalsozialistischen Reichstag insgesamt bis zum Mai 1945 als Vertreter des Wahlkreises 26 (Franken) angehörte.
Im Zweiten Weltkrieg nahm er vom Kriegsbeginn bis zur Kapitulation im Mai 1945 als Freiwilliger der Wehrmacht teil. Zuerst im Infanterie-Regiment 213, ab 1940 beim Infanterie-Regiment 186 (Ostfront), zuletzt bis Mai 1945 bei der Panzerjägerabteilung der 334. Infanterie-Division in Italien. Bei Kriegsende war er im Range eines Hauptmanns.

### Nachkriegszeit
Nach amerikanischer Kriegsgefangenschaft und Internierungslager wurde Wurzbacher Mitte 1953 in die Heimat entlassen. Wurzbacher verstarb 1984 in Altdorf bei Nürnberg.

## Familie
Wurzbacher war verheiratet und hatte zwei Kinder. Er wohnte in Nürnberg und Schwarzenbruck.